# Nhà thờ chính tòa Đà Lạt
Nhà thờ chính tòa Đà Lạt (tên chính thức là: Nhà thờ chính tòa Thánh Nicôla Bari, còn có tên gọi khác là nhà thờ Con Gà vì trên đỉnh tháp chuông có hình con gà lớn) là một nhà thờ Công giáo ở Việt Nam. Đây là nhà thờ chính tòa của vị giám mục Giáo phận Đà Lạt, cũng là nhà thờ lớn nhất Đà Lạt, một trong những công trình kiến trúc tiêu biểu và cổ xưa nhất của thành phố này do người Pháp để lại. Nhà thờ nằm tại số 13 đường Trần Phú, phường Xuân Hương – Đà Lạt, tỉnh Lâm Đồng, Việt Nam. Nhà thờ chính tòa Đà Lạt cách Thành phố Hồ Chí Minh 300 km.

## Lịch sử
Lịch sử Nhà thờ chính tòa Đà Lạt gắn liền với lịch sử hình thành và phát triển của thành phố Đà Lạt.
Cùng với bác sĩ Alexandre Yersin khám phá ra Đà Lạt, có linh mục Robert thuộc Hội Thừa sai Paris (MEP) vào năm 1893. Đến 1917, linh mục quản lý của MEP tại Viễn Đông là Nicolas Couveur đã đến Đà Lạt với mục đích tìm nơi nghỉ dưỡng cho các giáo sĩ, và ông đã cho xây dựng một dưỡng viện giáo đồ nay là một phần của nhà xứ. Vào cuối tháng 4 năm 1920, Giám mục Quinton (Giám quản Tổng tòa tại Sài Gòn) ban quyết định thành lập Giáo phận Đà Lạt.
Ngày 10 tháng 5 năm 1920, linh mục Frédéric Sidot là cha xứ đầu tiên của giáo sở Đà Lạt. Cha Sidot đã cho xây dựng ngôi thánh đường "HIC DOMUS EST DEI" dài 24m, rộng 7m và cao 5m. Nhà thờ này được gắn liền với cánh bên tả dưỡng viện giáo đồ mà cha Nicolas đã cho xây. Cửa chính của nó được cấu trúc theo hình vòng cung nhọn, riêng phần chạm trổ và sơn son thiếp vàng thì theo kiểu Á Đông. Trên vòng cung của cửa chính, có khắc dòng chữ tiếng la tinh "HIC DOMUS EST DEI" (đây là nhà của Thiên Chúa).
Ngày 5 tháng 7 năm 1922, Giám mục Quiton ban quyết định cho phép Giáo phận Đà Lạt xây một nhà thờ mới: rộng 8m, dài 26m có một tháp chuông cao 16m. Công trình được khánh thành vào ngày 17 tháng 2 năm 1923. Trên tháp có treo 4 quả chuông do hãng Pacard thuộc tỉnh Savoie (Pháp) chế tạo. Công trình này hiện nay không còn tồn tại.
Nhà thờ chính tòa Đà Lạt hiện nay được chính thức khởi công vào 9 giờ sáng chủ nhật ngày 19 tháng 7 năm 1931 do Giám mục Colomban Dreyer (khâm sứ Tòa Thánh tại Đông Dương và Thái Lan) đặt viên đá đầu tiên. Được xây theo đồ án của linh mục Céleste Nicolas, cha sở lúc bấy giờ.
Công trình được xây dựng trong suốt 11 năm.
- Xây dựng gian cung thánh, hậu tẩm, 2 gian cánh,hoàn tất vào ngày 30 tháng 3 năm 1932.
- Xây dựng 2 gian giữa và đặt chân móng cho các tháp chuông.
- Xây dựng tháp chuông chính, 2 tháp chuông phụ, cầu thang xoắn trôn ốc. Ngày 14 tháng 11 năm 1934, đặt thánh giá trên đỉnh tháp chuông chính. Ở đỉnh tháp có gắn một con gà bằng đồng dài 0,66m, cao 0,58m. Vào tháng 2 năm 1942, tổ chức nghi thức làm phép và đặt 14 chặng đàng thánh giá trong gian chính của tòa nhà.

Nhà thờ đã khánh thành ngày 25 tháng 1 năm 1942.

## Kiến trúc

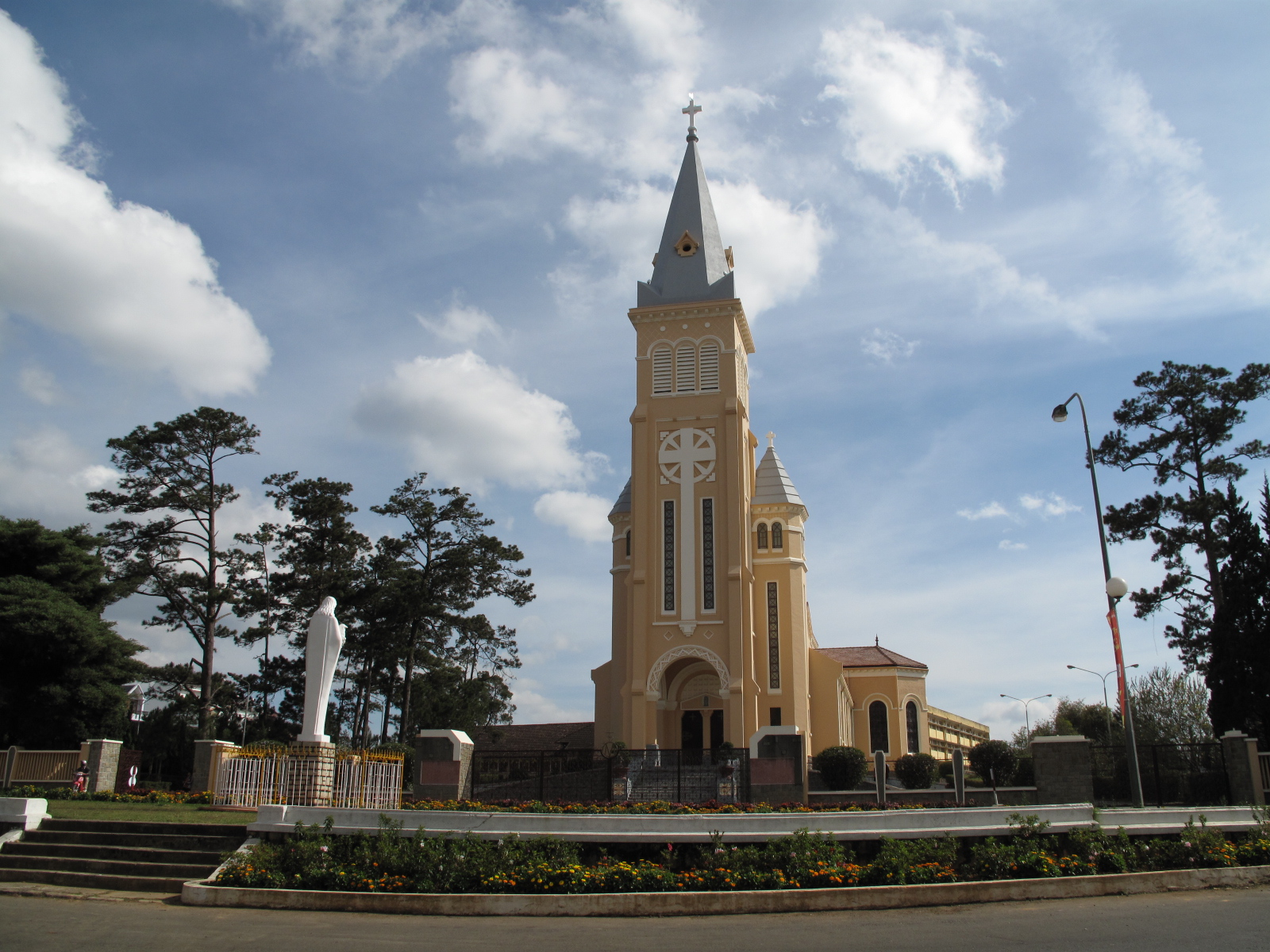
Nhà thờ chính tòa Đà Lạt

Nhà thờ Con gà được thiết kế theo "kiểu mẫu" của các nhà thờ Công giáo Rôma ở châu Âu, tiêu biểu cho trường phái kiến trúc Roman.
Mặt bằng nhà thờ theo hình chữ thập (giống thánh giá) có chiều dài 65m, rộng 14m, tháp chuông cao 47m. Với độ cao đó, từ tháp chuông của nhà thờ có thể nhìn thấy mọi nơi của thành phố. Cửa chính của nhà thờ hướng về núi Langbiang.
Nội thất thánh đường gồm 3 gian: 1 gian lớn ở giữa và 2 gian nhỏ ở hai bên. Mặt cắt công trình thể hiện rõ hệ cuốn theo dạng cung nguyên với dãy cuốn và hệ vòm nôi. Các cột trong nội thất có hệ đầu cột mô phỏng dạng cổ điển kết hợp với tự phát. Cả mặt bằng và mặt đứng đều được thiết kế đối xứng nghiêm ngặt theo lối cổ điển.

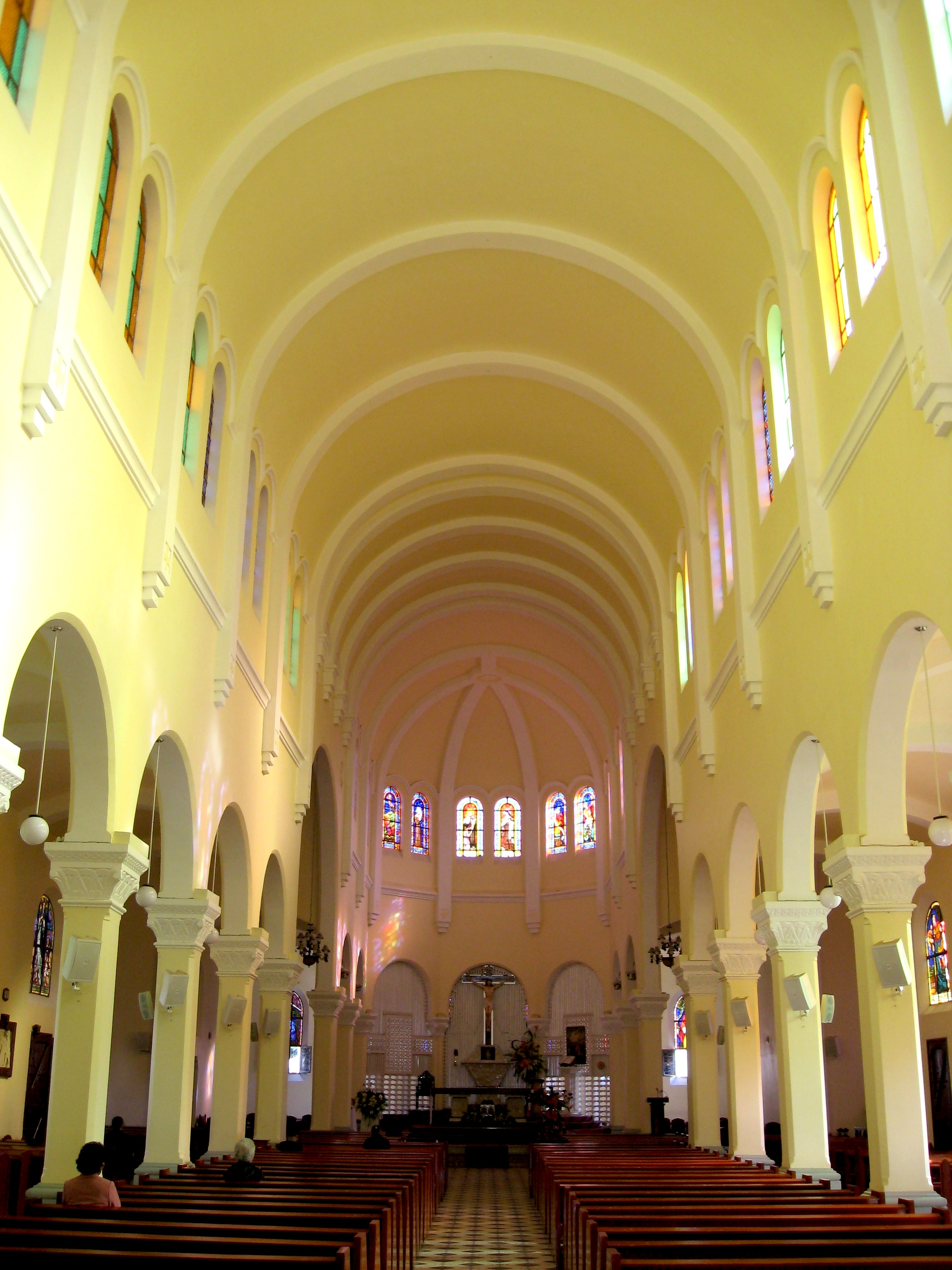
Bên trong nhà thờ chính tòa Đà Lạt

Mặt đứng với phần tháp chuông vươn cao. Những đường nét, chi tiết trên mặt đứng hoàn toàn phỏng theo nguyên gốc của các kiểu mẫu châu Âu. Cửa sổ có vòm cung tròn, các đường nét mạnh mẽ, dứt khoát, tổ chức theo phân vị đứng, mái lợp ngói thạch bản, đặc biệt là tỷ lệ giữa các mảng khối rất hài hoà và chặt chẽ.
Phần áp mái trang trí bằng 70 tấm kính màu do xưởng Louis Balmet ở Grenoble (Pháp) chế tạo, làm cho khung cảnh thánh đường thêm phần huyền ảo.
Tường chịu lực xây dựng bằng gạch đá dày khoảng 30 – 40 cm. Trên tường trong nội thất được gắn các bức phù điêu với kích thước 1m x 0,8m, làm bằng vật liệu xi măng và sắt (do nhà điêu khắc Xuân Thi thể hiện). Riêng phần tường ngoài luôn được quét sơn màu hồng, càng tôn thêm sự trang nghiêm của một công trình kiến trúc tôn giáo.
Trên thánh giá có tượng một con gà (cách mặt đất 27m) bằng hợp kim nhẹ rỗng bên trong được tráng phủ một lớp hoá chất đặc biệt đồng dài 0,66m, cao 0,58m quay quanh một trục bạc đạn để chỉ hướng gió. Con gà có thể là biểu tượng của nước Pháp (Coq gaulois: gà trống xứ Gaulle),có thể là biểu tượng của sự sám hối, theo đoạn Tân Ước kể lại việc Chúa Giê-su quở trách Phê-rô (một trong 12 tông đồ của Người): "Đêm nay gà chưa gáy, con sẽ chối Ta ba lần...".
Cột thu lôi, đế bầu tròn đỡ con gà và chữ thập chỉ bốn hướng đông-tây-nam-bắc được sửa chữa, thay mới vài lần. Con gà xoay theo hướng gió trên một vòng bạc rất nhẹ. Người dân bản xứ kháo nhau rằng con gà là đài dự báo thời tiết rất hiện đại, con gà quay chiều nào là gió mưa, là nắng tạnh. Thực ra vì con gà ở trên cao, để phòng gió tạt gãy đổ người ta đã thiết kế cho nó quay hướng theo chiều gió, và thế là con gà quay hướng nào, gió hướng ấy.
Vào dịp Lễ Giáng sinh hàng năm, nơi đây thu hút rất nhiều người cả trong và ngoài đạo đến dự lễ tham quan. Ngoài ra, ở Đà Lạt còn rất nhiều nhà thờ nhỏ hơn trong đó Domaine de Marie (Lãnh địa Đức Bà) và nhà thờ Cam Ly mang những nét đặc trưng riêng.

## Văn hóa
Nhà thờ Con Gà Đà Lạt cũng là bối cảnh để nhạc sĩ Nguyễn Vũ sáng tác bài hát Bài thánh ca buồn (1944).